# Puymaurin
Puymaurin (okzitanisch Poumaourin) ist eine französische Gemeinde mit 310 Einwohnern (Stand 1. Januar 2022) im Département Haute-Garonne in der Region Okzitanien (vor 2016 Midi-Pyrénées). Sie gehört zum Arrondissement Saint-Gaudens und zum Kanton Cazères. Die Einwohner nennen sich Puymaurinois.

## Geographie
Die Gemeinde Puymaurin liegt an der Grenze zum Département Gers, 33 Kilometer nördlich von Saint-Gaudens am Fluss Gesse; an der nordöstlichen Gemeindegrenze verläuft das Flüsschen Larjo. Umgeben wird Puymaurin von den Nachbargemeinden Gaujan im Norden und Nordwesten, Molas im Norden und Nordosten,  L’Isle-en-Dodon im Osten, Anan im Osten und Südosten, Montesquieu-Guittaut und Saint-Ferréol-de-Comminges im Süden, Nénigan im Südwesten sowie Cap d’Astarac im Westen und Nordwesten.

## Bevölkerungsentwicklung
| Jahr                       | 1962 | 1968 | 1975 | 1982 | 1990 | 1999 | 2006 | 2013 | 2020 |
| Einwohner                  | 480  | 408  | 380  | 365  | 321  | 297  | 293  | 300  | 297  |
| Quellen: Cassini und INSEE |      |      |      |      |      |      |      |      |      |

## Sehenswürdigkeiten
- Kirche Saint-Pierre-aux-Liens aus dem 14./15. Jahrhundert
- Schloss Puymaurin